# Candoso
Candoso é uma povoação portuguesa do Município de Vila Flor que foi sede da extinta Freguesia de Candoso, freguesia que tinha 7,08 km² de área e 158 habitantes (2011), e, por isso, uma densidade populacional de 22,3 hab/km². 
A Freguesia de Candoso foi extinta em 2013, no âmbito de uma reforma administrativa nacional, tendo sido agregada à Freguesia de Carvalho de Egas para formar uma nova freguesia denominada união das freguesias de Candoso e Carvalho de Egas com sede em Candoso.

## Toponímia
O nome «Candoso», de acordo com o linguista José Pedro Machado, provém da palavra portuguesa arcaica candanoso, que significa «rochoso; lapidoso; pedreguento», a qual, por seu turno, terá raízes num étimo de origem pré-romana.

## População
| População da freguesia de Candoso | População da freguesia de Candoso | População da freguesia de Candoso | População da freguesia de Candoso | População da freguesia de Candoso | População da freguesia de Candoso | População da freguesia de Candoso | População da freguesia de Candoso | População da freguesia de Candoso | População da freguesia de Candoso | População da freguesia de Candoso | População da freguesia de Candoso | População da freguesia de Candoso | População da freguesia de Candoso | População da freguesia de Candoso |
| --------------------------------- | --------------------------------- | --------------------------------- | --------------------------------- | --------------------------------- | --------------------------------- | --------------------------------- | --------------------------------- | --------------------------------- | --------------------------------- | --------------------------------- | --------------------------------- | --------------------------------- | --------------------------------- | --------------------------------- |
| 1864                              | 1878                              | 1890                              | 1900                              | 1911                              | 1920                              | 1930                              | 1940                              | 1950                              | 1960                              | 1970                              | 1981                              | 1991                              | 2001                              | 2011                              |
| 295                               | 325                               | 382                               | 364                               | 367                               | 349                               | 410                               | 427                               | 408                               | 400                               | 370                               | 334                               | 261                               | 207                               | 158                               |

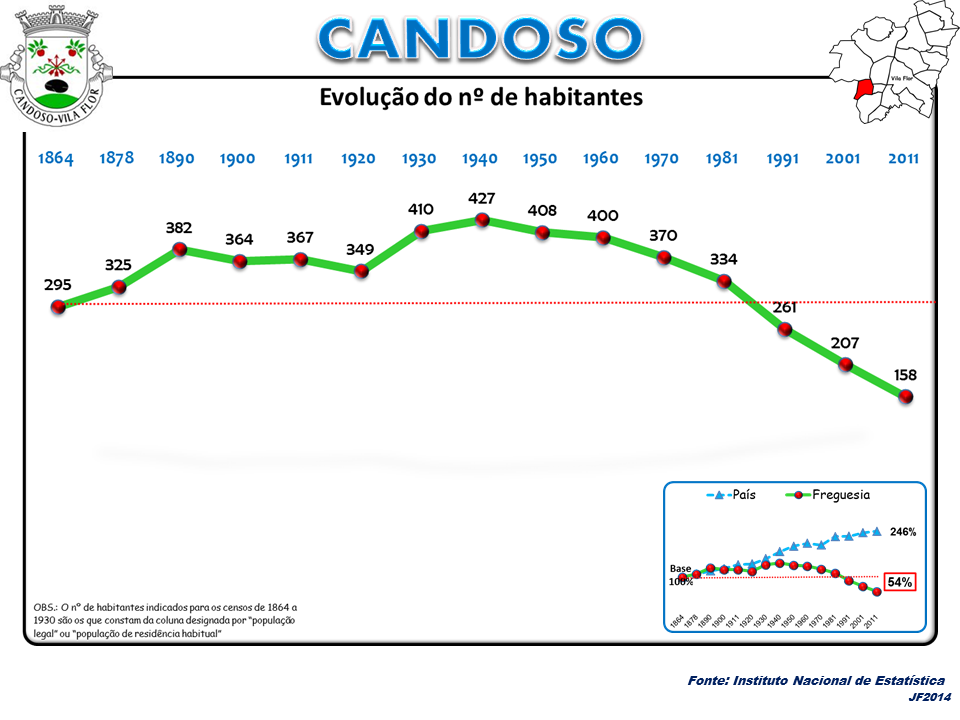
Evolução da População 1864 / 2011
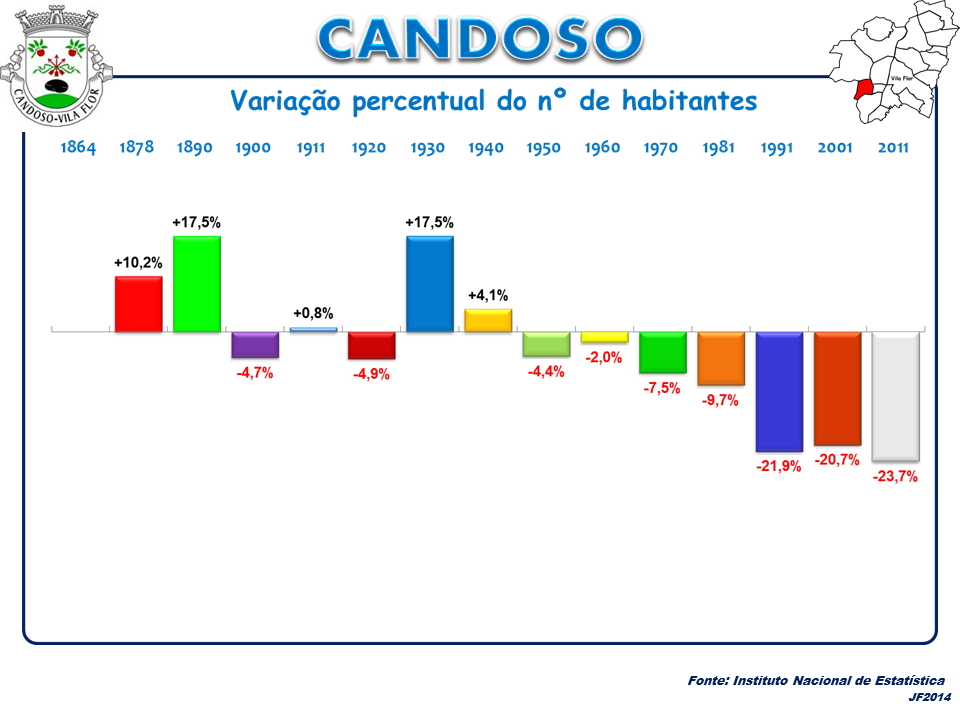
Variação da População 1864 / 2011
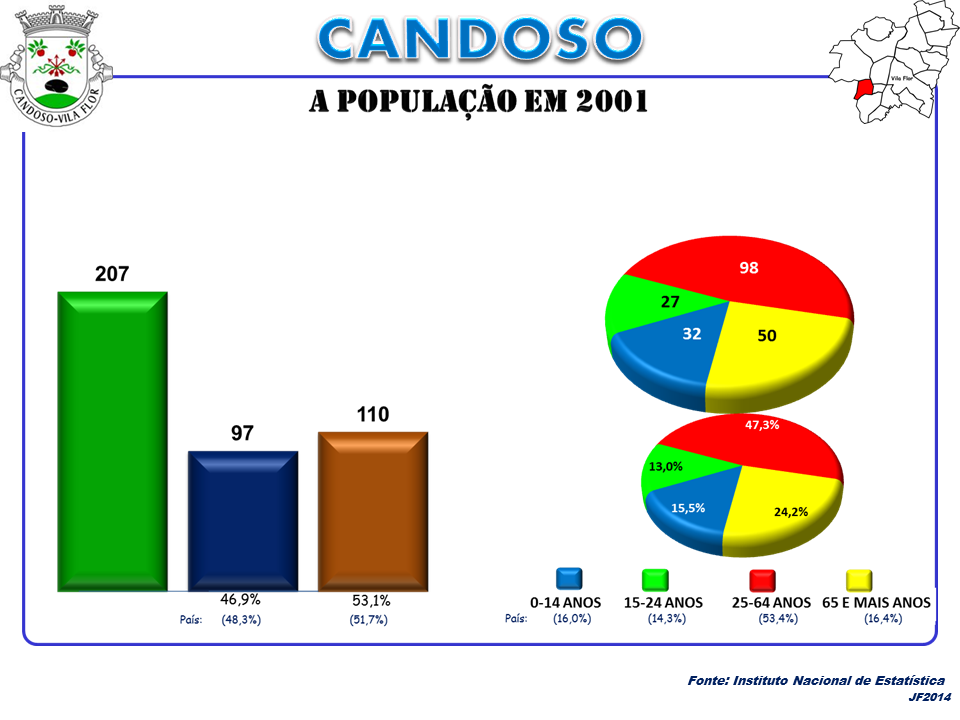
A População em 2001
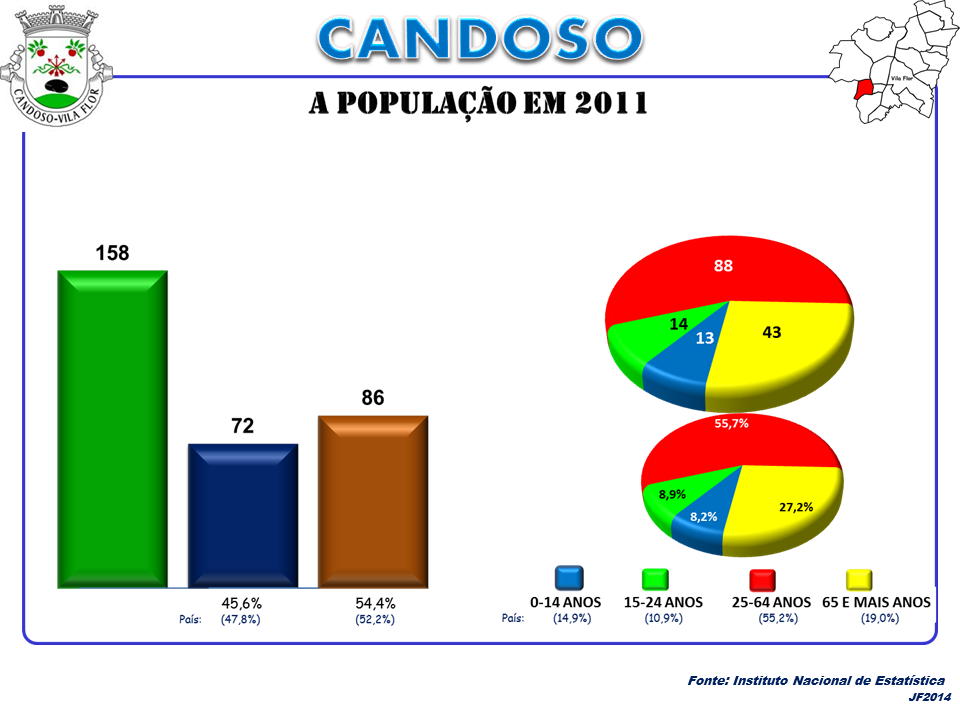
A População em 2011